# Christina Födermayr
Christina Födermayr (28 giugno 2001) è una sciatrice freestyle austriaca.

## Palmarès

### Mondiali juniores
- 1 medaglia:
  - 1 bronzo (ski cross a Veysonnaz 2022)

### Coppa del Mondo
- Miglior piazzamento nella Coppa del Mondo di ski cross: 21ª nel 2023
- 1 podio:
  - 1 secondo posto